# دانيال ساخنينكو
دانيال فيودوروفيتش ساخنينكو (1875م- 1930م)- كان صانع أفلام ومخرجًا أوكرانيًا.

## النشأة والوظيفة
ولد سخنينكو بالقرب من دنيبرو، أوكرانيا. كان مهندسًا وحرفي أفلام وكذلك صانع أفلام.
قام بتصوير فيلمه الأول عام 1908م، وهو فيلم وثائقي عن وباء الكوليرا في دنيبرو، المعروفة آنذاك باسم يكاترينوسلاف. في عام 1911م، صور ساخنينكو أول فيلم طويل له - زابوروجيان سيتش (Ukrainian: Запорозька січ)- في Лоцманська Кам'янка, قرية جنوب شرق دنيبرو. يعتبر هذا أول فيلم أوكراني كامل الطول. في ذلك العام، شارك أيضًا في تأسيس أول شركة أفلام أوكرانية، ساخنينكو، شيتينين وشركاه.
خلال الحرب العالمية الأولى، صور ساخنينكو أفلامًا دعائية للدولة، وخلال الحرب الأهلية الروسية، كان عامل أفلام للجيش.
منذ عام 1921م، عمل في فرع دنيبرو التابع للجنة الدولة للتصوير السينمائي، ومنذ عام 1925 عمل في إدارة سينما الصور الأوكرانية في خاركيف.